# Cotehele

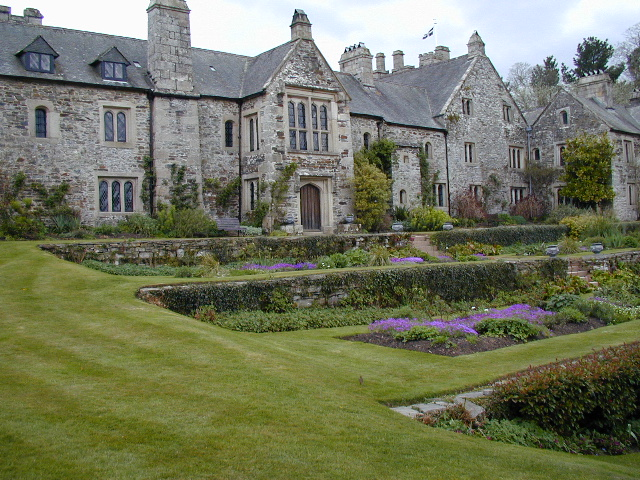
Facciata principale di Cotehele House

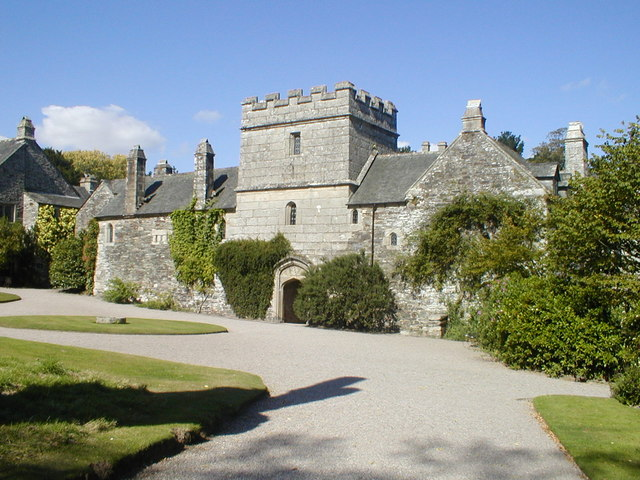
L'ala meridionale di Cotehele House

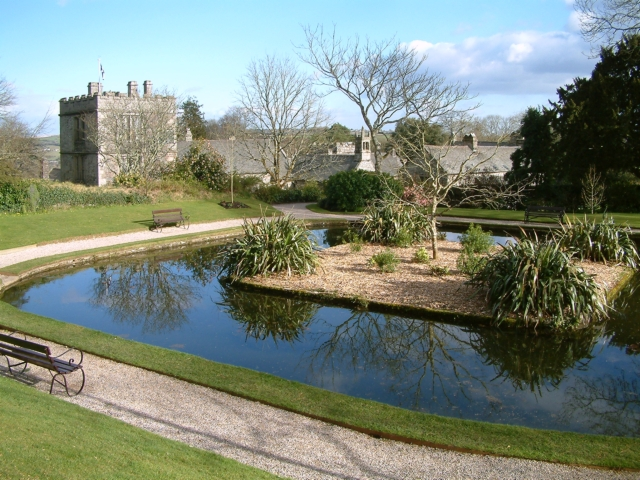
Giardino attorno a Cotehele House

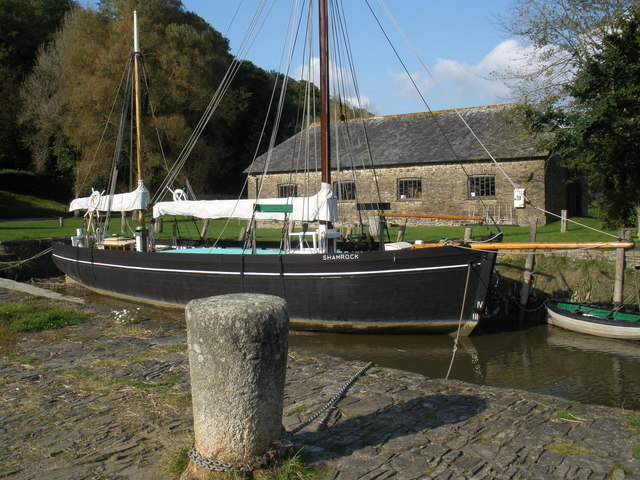
Cotehele Quay con la chiatta "Shamrock"

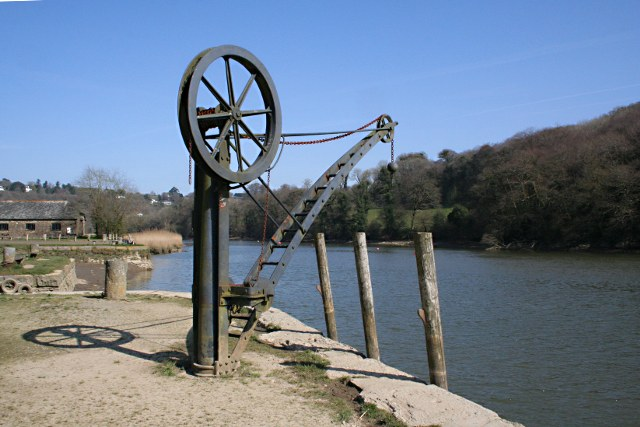
Gru a Cotehele Quay

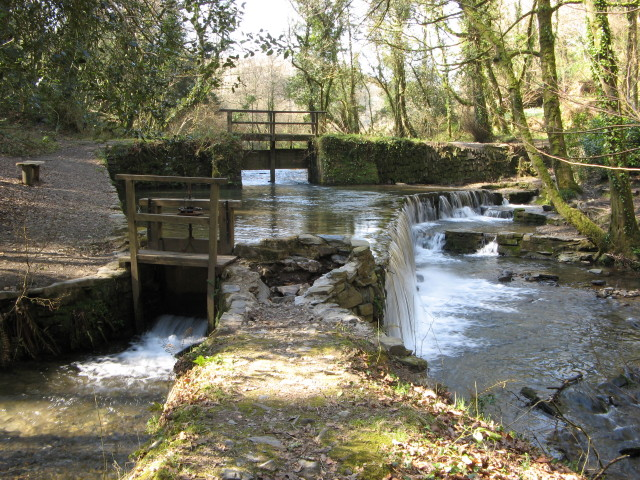
Il Cotehele Mill

Cotehele (in lingua cornica: Koesheyl) è una tenuta situata nei pressi del villaggio di St Dominick, nei dintorni di Saltash, in Cornovaglia (Inghilterra sud-occidentale), e che presenta una residenza nobiliare Tudor, costruita in gran parte tra il 1485/1489/1490 e il 1520. Fu per circa 400 anni la dimora della famiglia Edgecumbe: si tratta di uno dei rari esempi in Gran Bretagna di residenze Tudor che non subirono modifiche sostanziali nei secoli successivi.
Il complesso è ora di proprietà del National Trust. La residenza è classificata dal 1951 come casa di I grado.

## Ubicazione
La tenuta è ubicata lungo la sponda occidentale del fiume Tamar, al confine con il Devon, non lontano dal sito di Morwellham Quay.

## Caratteristiche
La residenza è circondata da giardini a terrazza, che, attraverso una galleria, conducono ad una valle che dà sul fiume Tamar.
La residenza ospita al suo interno una collezione di mobili, arazzi, armature, vasellame, ecc.
Oltre alla residenza principale, la tenuta ospita un mulino, una torre del XVIII secolo, un laboratorio artigianale, un molo con annesso museo marittimo, delle antiche fornaci, un opificio funzionante, una piccionaia medievale, negozi con arredi del XIX secolo, ecc.

## Storia
La tenuta fu acquisita dalla famiglia Edgecumbe nel 1353 grazie ad un matrimonio.
Tra il 1490 e il 1520, il maniero originale fu fatto ricostruire da Sir Richard Edgecumbe e da suo figlio Piers.
Nel 1533, la famiglia Edgecumbe si trasferì nella residenza di Mount Edgecumbe, situata a 10 miglia di distanza da Cotehele, e quest'ultima residenza fu usata solo occasionalmente.
Il complesso subì quindi poche modifiche nel secolo successivo, fino a quando, nel 1627 non vi fu aggiunta una torre.
La tenuta rimase di proprietà della famiglia Edgecumbe fino al 1947, quando fu ceduta al National Trust in qualità di pagamento dell'imposta di successione al Ministero del Tesoro.

## Punti d'interesse

### Torre
La Cotehele Tower, aggiunta nel 1677 ospita tre stanze da letto. Pare che abbiano ospitato anche re Carlo I d'Inghilterra.

### Cappella
La tenuta ospita una cappella risalente al 1489.

### Upper Garden
L'Upper Garden ("Giardino Superiore") ospita due frutteti, dove crescono mele e ciliegie.

### Cotehele Quay
Cotehele Quay è un molo di proprietà del National Maritime Museum.
Ospita un museo dedicato alla cantieristica locale e al commercio fluviale sul fiume Tamar. Tra i pezzi pregiati, vi è la Shamrock, una chiatta che un tempo solcava il Tamar.

### Cotehele Mill
Il Cothele Mill è un mulino ad acqua risalente alla fine del XIX secolo.

## Leggende
Secondo la leggenda, nella tenuta si aggirerebbero alcuni fantasmi, che farebbero la loro comparsa accompagnati da un sottofondo musicale e da un aroma di erbe.

## Cotehele nel cinema e nelle fiction
- Cotehele fu usata come location per il film del 1996, diretto da Trevor Nunn e basato sull'omonima commedia di William Shakespeare, La dodicesima notte[9]